# ピュロディクティウム科
ピュロディクティウム科（Pyrodictiaceae ）は、デスルフロコックス目に属する超好熱性のクレン古細菌である。極めて好熱性が強いことで知られる。

## 分布・特徴
陸上熱水系からの分離離例は無く、沿岸又は深海の熱水鉱床に分布する。細胞形状は、ディスク形からやや不規則な球菌。時に管で複数細胞がつながったネットワークを形成する。鞭毛をもつ種は少ない。Pyrolobus fumariiを除いて偏性嫌気性で、栄養形態としては、典型的な種では水素存在下硫黄を還元して独立栄養的に増殖する。糖類などを含んだ複合基質で硫黄を還元して従属栄養的に増殖する種も多い。数種が酸素やチオ硫酸塩、硝酸塩を還元する。
好熱性は桁違いに高く、至適増殖温度は97-107°Cに達する。増殖温度はおおむね80-110°C、最も増殖温度が高いのは113℃で増殖するPyrolobus fumariiである。未記載種（Strain 121）の中には121°Cで増殖したという報告もある。1982年から2008年まで、この科に属す生物が最高増殖温度の記録を持っていた。